# Ainhoa Ostolaza
Ainhoa Ostolaza Etxaniz (Urnieta, Guipúzcoa, 1967) es una ciclista vasca especializada en ciclismo en pista. Fue proclamada varias veces campeona de España.

## Palmarés en pista
- 1989

La primera mujer española en conseguir una medalla en los Campeonatos del Mundo.
- - 3ª en el Campeonato del mundo júnior en Persecución. Moscow.
- 1990
  - 1ª Campeona de España Carretera.(Medina de Rio seco)
  - 1ª Campeona de España Velocidad .Valencia-Silla.
  - 1ª Campeona de España Persecución .
  - 6ª Persecución , Campeonato del Mundo Middlesbrough- Gran bretaña.
  - 18.ª Carretera, en el Campeonato del Mundo Middlesbrough- Gran Bretaña.
- Participación en el Campeonato del Mundo japonés - Maebashi.
- 1991
  - 7º Campeonato del Mundo EE. UU..Colorado Spring.
  - Participación en el Campeonato del Mundo Pista . Stuttgart - Alemania.
  - Participación en los campeonatos del Mundo de Contrarreloj por equipos. Stuttgart-Alemania.
  - participación en Copas del Mundo ; Copenhague,Stuttgart,Hyeres.
- 1993
  - 1ª Campeona de España en Velocidad
  - 1ª Campeona de España en Puntuación .
  - 3ª Campeonato de España Persecución .
  - Participación en las Copas del Mundo. Copenhague-Valencia-Hyeres.
  - 13ªCampeonato del Mundo en Puntuación, Noruega - Hamar .
- 1994
  - 1ª Campeona de España en Persecución
  - 1ª Campeona de España en Velocidad
  - 1ª Campeona de España en Puntuación .
  - 1ª Copa del Mundo scratch Bassano de Grapa-Italia.
  - 14.ª Campeonato del Mundo en Puntuación ,Italia-Palermo.
- 1995
  - 1ª Campeona de España en Velocidad
  - 2ª 500m.S/P.

## Palmarés en ruta
- 1990
  - Campeona de España júnior en ruta
- 1994
  - Vencedora de una etapa a la Iurreta-Emakumeen Bira